# Guaraná
Guaraná (Paullinia cupana) ist eine Pflanzenart innerhalb der Familie der Seifenbaumgewächse (Sapindaceae). Sie ist im Amazonasbecken beheimatet. Der Name Guaraná bezieht sich auf das südamerikanische indigene Volk der Guaraní. Sie besitzt eine lange ethnobotanische Tradition und ihre coffeinhaltigen Samen werden häufig als Nahrungsergänzungsmittel und Zusatz in Getränken verwendet.

## Beschreibung

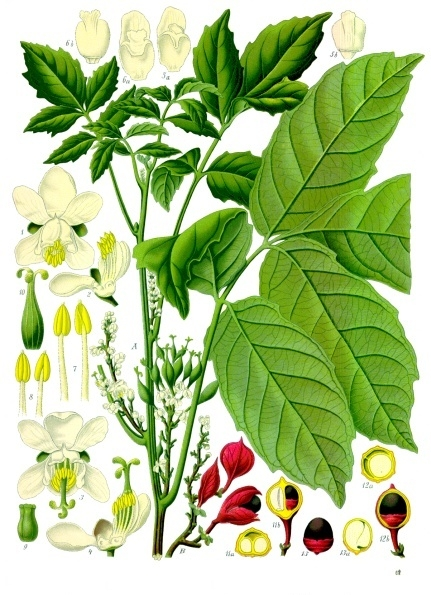
Illustration aus Köhler’s Medizinal-Pflanzen, 1897 von Guaraná (Paullinia cupana): „A: Zweig der Pflanze mit Blüten und unreifen Früchten B: Rispe mit reifen Früchten 1: männliche Blüte; 2: dieselbe nach einseitiger Entfernung der Blütenhülle; 3: Zwitterblüte; 4: dieselbe nach teilweiser Entfernung der Blütenhülle, von der Seite gesehen; 5: oberes Blumenblatt mit Schuppe, von der Achse aus gesehen; 6: seitliches Blumenblatt mit Schuppe, a) von der Achse, b) vom Rücken aus gesehen; 7: Staubblatt der weiblichen Blüte; 8: Staubblatt der Zwitterblüte, Bauch- und Rückenansichten; 9: Pistill der männlichen Blüte; 10: dasselbe der Zwitterblüte; 11: zweisamige Frucht, a) Querschnitt, b) Längsschnitt; 12: einsamige Frucht, a) Querschnitt, b) Längsschnitt; 13: Samen mit Arillus; 13a: Samen im Längsschnitt. — A 2/3 natürliche Grösse. B natürliche Grösse. 1 bis 10 vergrössert. 11a bis 13a natürliche Grösse.“

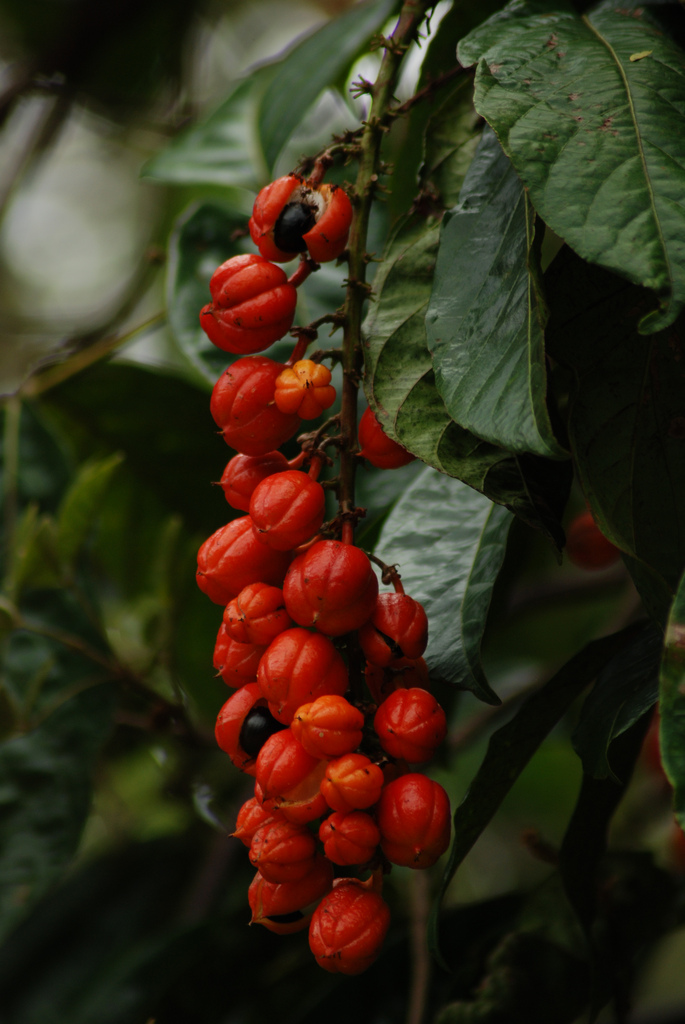
Reife Kapselfrüchte

### Erscheinungsbild und Rinde
Guaraná ist eine immergrüne, verholzende Pflanze; sie wächst als rankender, bis 2–3 Meter hoher Strauch oder als Liane, die an den tropischen Naturstandorten Wuchshöhen von bis zu 12 Meter erreichen kann. Die Rinde ist anfangs bräunlich weich behaart und verkahlt bald. Nur bei Paullinia cupana var. sorbilis sind achselständige Ranken vorhanden.

### Blatt
Die wechselständig angeordneten Laubblätter sind 20 bis 35 Zentimeter lang und in Blattstiel sowie -spreite gegliedert. Der bis 15 Zentimeter lange Blattstiel und die Blattrhachis sind oben rinnenförmig, konvex und dazwischen etwas gestreift. Die unpaarig gefiederte Blattspreite enthält fünf oder mehr, ledrige und fast kahle, 10 bis 25 cm lange sowie 4,5 bis 10 cm breite, kurz gestielte bis sitzende Blättchen. Die spitzen bis zuspitzten Blättchen sind eiförmig bis elliptisch, die Basis ist gestutzt bis keilförmig und teils kurz herablaufend. Der Blättchenrand ist mehr oder weniger grob gesägt, gekerbt oder gezähnt. Die kleinen Nebenblätter sind 2 bis 3 Millimeter lang.

### Blütenstand und Blüte
Guaraná ist einhäusig gemischtgeschlechtig (monözisch). Jeweils wenige Blüten stehen in achsel-, endständigen oder an den Ranken initiierten, thyrsig-traubigen und gemischten Blütenständen zusammen. Es kann ein Blütenstandsschaft vorhanden sein. Die Blütenstandsachse (Rhachis) besitzt einen Durchmesser von etwa 2 mm. Die Tragblätter sind bei einer Länge von 1 bis 1,5 mm pfriemlich. Die 4 bis 5 mm langen Blütenstiele sind unterhalb ihrer Mitte „gegliedert“.
Die relativ kleinen, funktionell eingeschlechtigen, kurz gestielten, duftenden Blüten sind zygomorph und vier- bis fünfzählig mit doppelter Blütenhülle. Die 5 freien, etwas ungleichen und feinhaarigen Kelchblätter sind bis 4 mm lang. Die 4 weißen Kronblätter, mit innen einem Anhängsel, einer Schuppe, sind bei einer Länge von etwa 5 mm länglich. Die männlichen Blüten besitzen acht kurze, ungleich lange Staubblätter mit weich behaarten Staubfäden und kahlen Staubbeuteln sowie einen stark reduzierten Pistillode. Die weiblichen Blüten besitzen einen kahlen, oberständigen und dreikammerigen Fruchtknoten mit kurzem Griffel und dreilappiger Narbe sowie kürzere, behaarte Staminodien mit Antheroden. Es ist jeweils ein gelappter Nektardiskus vorhanden.

### Frucht und Samen
Die bei Fruchtreife 6 bis 8 mm lang gestielte, septizid-septifrage, 2 bis 3,5 cm lange, tief eingeschnittene, dreifächerige Kapselfrucht färbt sich bei Reife orangerot, öffnet sich teilweise und enthält nur ein bis drei Samen. Die etwa 12 mm langen, kahlen, schwarzen bis grünlichen Samen besitzen an ihrer Basis eine weiße Sarkotesta. Die aufgesprungene Frucht mit ihrem Samen darin wirkt wie ein Auge, daran knüpfen sich Legenden der indigenen Völker.

## Ökologie
Es liegt Fremdbestäubung (Allogamie) vor und die Bestäubung erfolgt durch Bienen der Gattungen Melipona sowie Apis.
Die Samen werden auf natürliche Weise durch große Vögel ausgebreitet. Die Samen verlieren normalerweise bereits nach drei Tagen ihre Keimfähigkeit und überstehen Austrocknung oder Frost nicht. Die Keimdauer kann über 100 Tage betragen.

## Systematik und Verbreitung
Die Erstbeschreibung von Paullinia cupana erfolgte 1821 durch Karl Sigismund Kunth in Alexander von Humboldt und Aimé Bonpland: Nova Genera et Species Plantarum, 4. Auflage, Band 5, S. 117–118. Das von Humboldt und Bonpland gesammelte Typusmaterial trägt die Aufschrift: „Crescit in ripa obumbrata fluminis Orinoci, prope S. Fernando de Atabàpo. Floret Majo“.
Es gibt von Paullinia cupana Kunth zwei Varietäten:
- Paullinia cupana Kunth var. cupana: Sie kommt in Venezuela, Brasilien (besonders in Manaus und Parintins[1]) und Peru vor.
- Paullinia cupana var. sorbilis (Mart.) Ducke (Syn.: Paullinia sorbilis Mart.): Sie kommt nur in Peru vor.

Paullinia cupana var. cupana besitzt im Gegensatz zu Paullinia cupana var. sorbilis keine Ranken, die Laubblätter sind stärker gelappt und die Blüten sowie Früchte sind größer.

## Nutzung

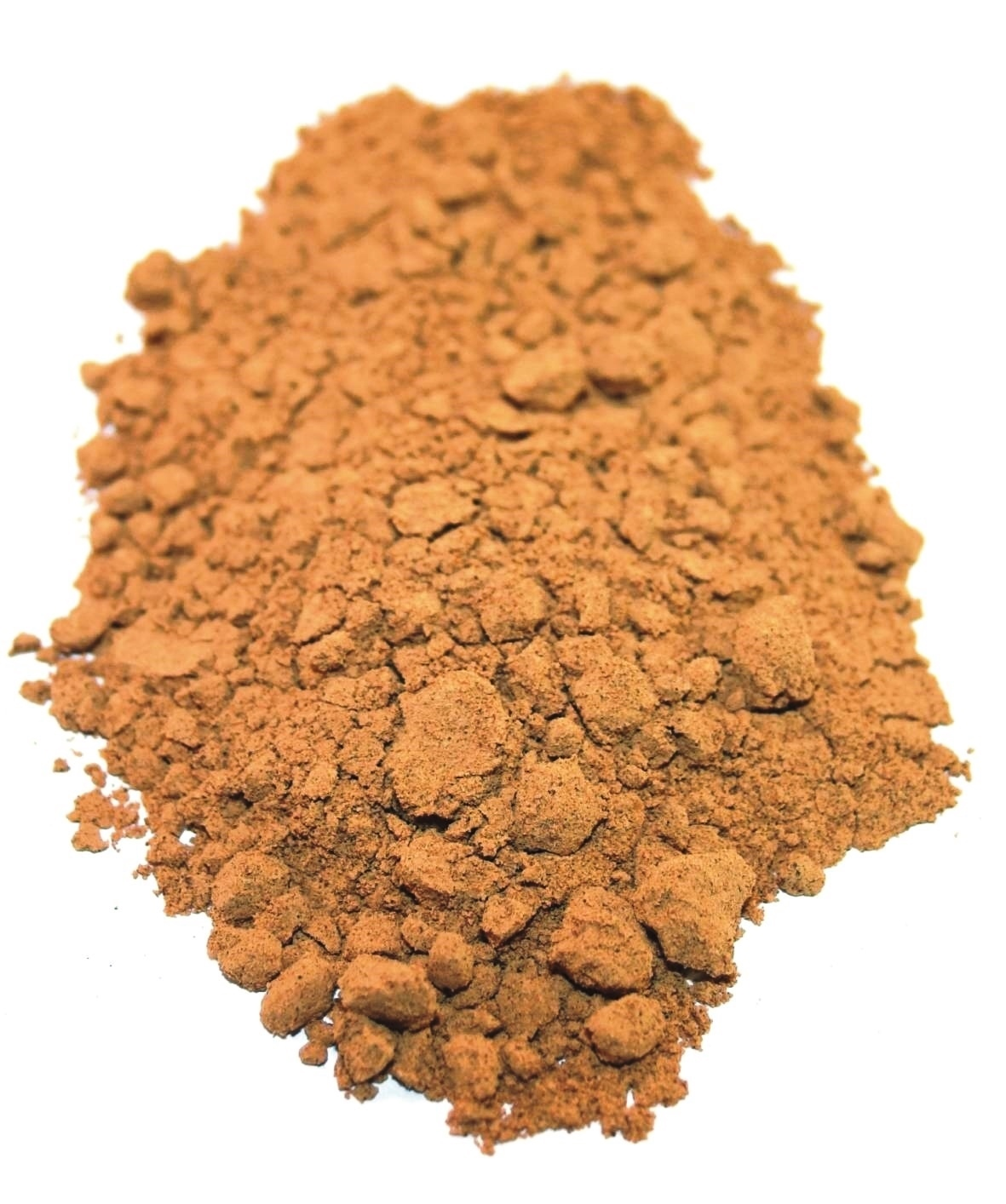
Frisch vermahlenes Guaranapulver

Guaraná ist den Indios im Amazonasgebiet schon seit Jahrhunderten bekannt. Ähnlich Kakao/Schokolade wurde die Guaraná-Paste verwendet. Sie wurde vielfältig in der Volksmedizin verwendet.
Guaraná wird als Kletterpflanze in Plantagen in Brasilien, Venezuela und Paraguay angebaut. Die Nachzucht aus Samen ist schwierig.
Die geschälten und getrockneten Samen werden zu einem hellbraunen Pulver zermahlen, in Wasser aufgeschwemmt und mit Honig gesüßt getrunken. Das Getränk wirkt ähnlich wie Kaffee anregend und dämpft Hungergefühle.
Aus Guaranáextrakten wird von vielen brasilianischen Getränkeherstellern (unter anderem Antarctica, Brahma, Kicos, Kuat) ein für Brasilien typisches limonadeähnliches Erfrischungsgetränk hergestellt, welches homonym als Guaraná bezeichnet wird.
Verbreitung finden auch Schokolade, Kräuter- und Früchtetees, Kaugummi, Energydrinks sowie Gleitgele mit Guaranáanteil. Die Substanz ist aber auch separat als Nahrungsergänzungsmittel erhältlich. Der Anteil der Gerbstoffe liegt bei etwa 25 Prozent, was die Wirkung des enthaltenen Coffeins verzögert und verlängert. Die Produkte werden als „Wachmacher“ und „Energiespender“ beworben. Außerdem gelten Guaraná-Produkte in Fitnesskreisen und bei Bodybuildern als leistungsfördernd.
Guaraná hat einen äußerst herben bis sehr bitteren Geschmack, weshalb es meist nicht pur konsumiert, sondern verschiedenen Lebensmitteln, wie den zuvor genannten, zugesetzt wird.
Die Samen von Paullinia cupana var. sorbilis werden pulverisiert und mit Cassava-Mehl (Manihot esculenta Crantz) gemischt. Daraus stellt man die sogenannte „pasta guarana“ her, die nach Belieben in heißem oder kaltem Wasser gelöst wird. Der Coffein-Gehalt der „pasta guarana“ beträgt 3 bis 6 %, der Tannin-Gehalt 2 bis 3 %. Das Getränk ist adstringierend.
| Inhaltsstoff        | Menge             |
| ------------------- | ----------------- |
| Fett                | 30,0 mg           |
| Adenin              |                   |
| Asche               | 14,2 mg           |
| Coffein             | 9,1 bis 76,0 mg   |
| Catechutannic-Säure |                   |
| Cholin              |                   |
| D-Catechin          |                   |
| Guanin              |                   |
| Hypoxanthin         |                   |
| Schleimstoffe       |                   |
| Protein             | < 98,6 mg         |
| Harz                | < 70,0 mg         |
| Saponine            |                   |
| Stärke              | 50,0 bis 60,0 mg  |
| Tannine             | 50,0 bis 120,0 mg |
| Theobromin          | 200 bis 400 ppm   |
| Theophyllin         | 0 bis 2500 ppm    |
| Timbonin            |                   |
| Xanthin             |                   |

## Inhaltsstoffe
Ihre roten Früchte mit den bitter schmeckenden Kernen zeichnen sich durch ihren hohen Coffeingehalt aus (4–8 % in der Trockenmasse).
Guaraná hat die stimulierende Wirkung des Coffeins. Fälschlicherweise wird die anregende Substanz oft auch als „Guaranin“ bezeichnet; eine solche Substanz gibt es jedoch nicht.
Im Guaranáextrakt sind enthalten: Tannine (über 12 %) davon ca. 10 % Proanthocyanidine, Coffein (4–6 %), Theophyllin (0–0,25 %), Theobromin (0,02–0,04 %), (+)-Catechin (6 %), (−)-Epicatechin (3 %), Saponine, Stärke, Mineralstoffe (3–4 %) und Wasser (6–8 %).

### Wirkung
Guaraná soll leicht fiebersenkend wirken und bei körperlicher Schwäche das Durchhaltevermögen stärken. Ähnlich wie Kaffee hat Guaraná eine anregende Wirkung auf das Herz-Kreislauf-System. Es dämpft ferner Hunger- und Durstgefühle, was die Gefahr einer Dehydratation bei Sportlern erhöht.

### Nebenwirkungen und Risiken
Es können die gleichen Nebenwirkungen wie beim übermäßigen Genuss von Coffein aus anderen Quellen auftreten, etwa erhöhte Reizbarkeit, Schlafstörungen, Tachykardie, Kopfschmerzen, Zittern oder Muskelschmerzen. Beim Absetzen der Produkte nach längerfristigem Konsum kann es zu körperlichen Entzugserscheinungen kommen. Ungeeignet sind Guaraná-Produkte für Menschen mit Bluthochdruck und chronischen Kopfschmerzen sowie für Schwangere und in der Stillzeit.
Als Überdosierung bei Coffein gelten in der Regel sieben bis zehn Tassen Kaffee innerhalb eines kurzen Zeitraums oder 20 Gramm reines Guaranápulver. Mediziner empfehlen als Sofortmaßnahme in diesem Fall, eine größere Menge Wasser zu trinken.